# Amiota bifurcata
Amiota bifurcata är en tvåvingeart som beskrevs av Chen 2004. Amiota bifurcata ingår i släktet Amiota och familjen daggflugor. Inga underarter finns listade i Catalogue of Life.